# AK-47伏特加
AK-47伏特加是中华人民共和国山东省青岛出产的一种伏特加，和一般伏特加以小麦、黑麦、马铃薯为原料不同，AK-47伏特加是以七成东北大米和三成玉米为原料，经七次蒸馏酿制的。2005年底推出后主打年轻人消费市场。